# Perdita pueblana
Perdita pueblana är en biart som beskrevs av Timberlake 1964. Perdita pueblana ingår i släktet Perdita och familjen grävbin. Inga underarter finns listade i Catalogue of Life.